# Enaretta castelnaudii
Enaretta castelnaudii är en skalbaggsart som beskrevs av Thomson 1864. Enaretta castelnaudii ingår i släktet Enaretta och familjen långhorningar.
Artens utbredningsområde är:
- Angola.
- Benin.
- Botswana.
- Kenya.
- Mali.
- Niger.
- Zimbabwe.

Inga underarter finns listade i Catalogue of Life.